# Bürkös-réti-patak
A Bürkös-réti-patak, a helyiek nevén Cinca-folyó Veszprém vármegyében, Küngös mellett ered és Lepsénynél torkollik a Cinca-Csíkgát folyóba.

## Települések
A Bürkös-réti-patak több településen folyik keresztül. Az első település a forrásnál található, neve: Küngös. A folyó mellett haladva a következő falvakon, városokon haladhatunk át: Csajág, Balatonfőkajár, Lepsény mellett pedig a Cinca-Csíkgátba torkollik.

## Kisebb folyók
Ahogy a folyó a falu területére beérkezik, máris egy kisebb folyó ömlik bele, sajnos ez a folyó időszakos, neve nincs. Küngös és Csajág közigazgatási határán egy újabb folyó érkezik a Bürkös-réti-patakba, a folyónak mivel nincs hivatalos neve, ezért a köznyelv szerinti elnevezését használjuk rá: Kaptár-völgyi-patak.

## Élővilága
A patakban szép számban található meg számos békafaj (varangyfélék), és természetesen a vízisikló is. A patak forrásvidékén a nevéből eredően nagy számban található meg a bürök. A folyó mentén a mocsári gólyahír, a tavaszi hérics és számos növényfaj is megtelepedett.